# Loma Grande, Zongolica
Loma Grande är en ort i Mexiko.   Den ligger i kommunen Zongolica och delstaten Veracruz, i den sydöstra delen av landet, 240 km öster om huvudstaden Mexico City. Loma Grande ligger 1 339 meter över havet och antalet invånare är 351.
Terrängen runt Loma Grande är kuperad åt nordost, men åt sydväst är den bergig. Terrängen runt Loma Grande sluttar österut. Runt Loma Grande är det ganska tätbefolkat, med 155 invånare per kvadratkilometer. Närmaste större samhälle är Zongolica, 4,1 km sydväst om Loma Grande. I omgivningarna runt Loma Grande växer i huvudsak städsegrön lövskog.